# Azjdahak
De Azjdahak is een vulkaan in de provincies Kotajk en Gecharkoenik in het midden van Armenië. De berg heeft een hoogte van 3597 meter boven zeeniveau en is daarmee het hoogste punt in het gebergte de Geghama. De vulkaan is voor het laatst uitgebarsten rond 1900 v.Chr. ± 1000 jaar.
De vulkaankrater bevat een kratermeer die gevormd is door smeltende sneeuw. 
Ongeveer zes kilometer noordelijker bevindt zich de vulkaankrater Akna.

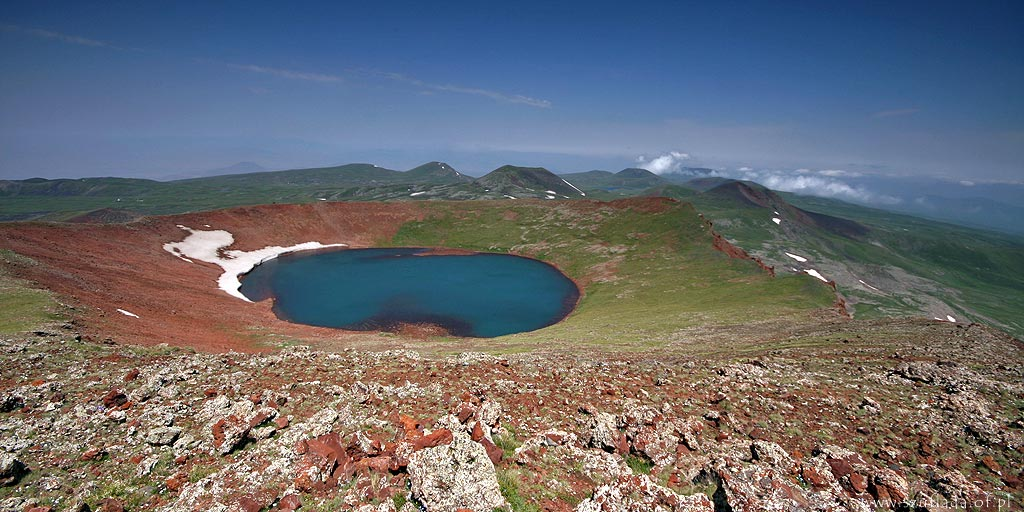
Vulkaankrater met kratermeer